# Symplecta inconstans
Symplecta  inconstans är en tvåvingeart som först beskrevs av Charles Paul Alexander 1922.
Symplecta inconstans ingår i släktet Symplecta och familjen småharkrankar. Inga underarter finns listade i Catalogue of Life.